# Yankee Doodle

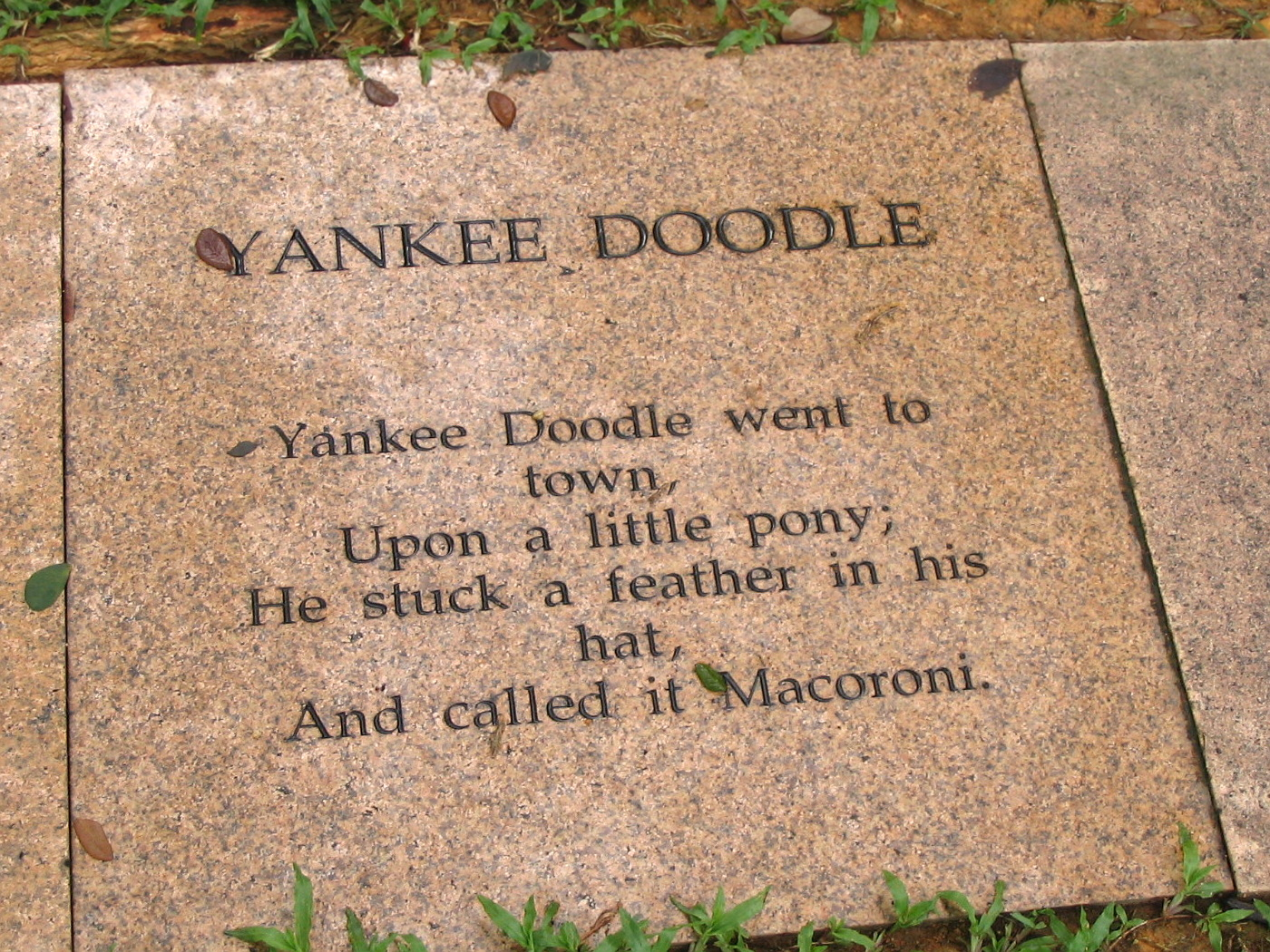
Den första versen av sången ingraverat i en gångbana i en park.

Yankee Doodle, Roud 4501, är en amerikansk sång, ofta använd i patriotiska sammanhang. Den är staten Connecticuts delstatssång.

## Etymologi
En yankee är en person från Norra USA, särskilt de nordöstra delarna. En doodle är idag ett klotter eller en figur, men betydde vid sångens tillkomst ungefär 'dumbom'. Det användes då av syd som en beteckning på personer från nordöstra USA, och om människor som stred för respektive representerade nordstaterna under inbördeskriget. Ännu idag finns det många amerikaner som tycker illa om att bli kallade "yankee", om de har sitt ursprung i exempelvis södra eller västra USA. Uttrycker avser personer från nordöstra USA och är belagt från 1683.

## Vår tids version
Första versen och refrängen såsom den oftast sjungs idag går:
Yankee Doodle went to town,
A-Riding on a pony;
He stuck a feather in his hat,
And called it macaroni.
Yankee Doodle, keep it up,
Yankee Doodle dandy;
Mind the music and the step,
And with the girls be handy!
Sången har kommit att förknippas med USA. Radiokanalen The Voice of America börjar och avslutar alla sändningar med paussignalen Yankee Doodle.

## Historia och text
Ursprunget till sången kommer från en sång som ofta sjöngs av brittiska officerare för att driva med de ovårdade, dåligt organiserade koloniala yankees som de stred tillsammans med i kriget mot fransmännen i Nordamerika 1755. Vid den tiden betydde ordet ”doodle” framför allt dumbom. Troligen kommer melodin från en engelsk barnvisa Lucy Locket. En version av Yankee Doodle tillskrivs en brittisk fältläkare Richard Shuckburgh.

### Varianter
Den tidigast kända versionen är från 1775:
Yankee Doodle went to town
And bought him a Commission;
And then he went to Canada
To fight for the Nation;
But when Ephraim he came home
He proved an arrant Coward,
He wouldn't fight the Frenchmen there
For fear of being devour'd.
I notutgåvan står det angivet att: "Sången ska sjungas genom näsan på släpig western-dialekt." Den Ephraim som det refereras till var Ephraim Williams, överste i Massachusetts armé, som dödades vid slaget vid Lake George. Han testamenterade sin kvarlåtenskap till grundandet av en skola i Massachusetts som bär hans namn: Williams College.
Under Nordamerikanska frihetskriget tog amerikanerna till sig sången och gjorde den till sin och vände den mot dem som en gång drivit med dem. Efter slaget vid Lexington skrev en Bostontidning: "När de återvände till Boston frågade en engelsman sin officerskollega vad han tyckte om sången nu. 'Fan ta dem' svarade han 'de fick oss att dansa till den tills vi tröttnade' och sedan dess klingar den inte längre så vackert i deras öron."[källa behövs]
Britterna svarade emellertid med ännu en variant efter slaget vid Bunker Hill:[källa behövs]
The seventeen of June, at Break of Day,
The Rebels they supriz'd us,
With their strong Works, which they'd thrown up,
To burn the Town and drive us.
Den 6 februari 1788 anslöt sig också Massachusetts till konstitutionen med 186 röster mot 168. Till klockringning och kanonsalut gick delegaterna ut från Brattle Street Church. Bara efter ett par dagar sjöng befolkningen sin egen variant av Yankee Doodle med den här texten:[källa behövs]
The vention did in Boston meet,
The State House could not hold 'em
So then they went to Fed'ral Street,
And there the truth was told 'em...
And ev'ry morning went to prayer,
And then began disputing,
Till oppositions silenced were,
By arguments refuting.
Now politicians of all kinds,
Who are not yet decided,
May see how Yankees speak their minds,
And yet are not divided.
So here I end my Fed'ral song,
Composed of thirteen verses;
May agriculture flourish long
And commerce fill our purses!

### Den kompletta varianten idag
Fath'r and I went down to camp,
Along with Captain Goodin',
And there we saw the men and boys
As thick as hasty puddin'.
Yankee Doodle keep it up,
Yankee Doodle dandy,
Mind the music and the step,
And with the girls be handy.
And there we saw thousand' men
As rich as Squire David,
And what they wasted ev'ry day,
I wish it could be saved.
Yankee Doodle etc..
And there we saw a swampin' gun,
Large as a log of maple,
Upon a deuced little cart,
A load for father's cattle.
Yankee Doodle etc..
And every time they shoot it off,
It takes a horn of powder;
It makes a noise like father's gun,
Only a nation louder.
Yankee Doodle etc..
Cousin Simon grew so bold,
I thought he would have cock'd it.
It scared me so, I shrieked it off,
And hung by father's pocket.
Yankee Doodle etc..
I saw a little barrel too,
The heads were made of leather.
They knocked on it with little clubs
And called the folks together.
Yankee Doodle etc..
And there was Captain Washington,
And gentlefolks about him.
They say he's grown so tarnal proud,
He will not ride without em'.
Yankee Doodle etc..
He got himself in meeting-clothes,
Upon a slapping stallion.
He set the world along in rows,
In hundreds and in millions.
Yankee Doodle etc..
The flaming ribbons in his hat,
They looked so taring fine, ah,
I wanted pockily to get,
To give to my Jemimah.
Yankee Doodle etc..

### Inbördeskriget
Under Amerikanska inbördeskriget lade sydstatarna till några egna rader:
Yankee Doodle had a mind
To whip the Southern rebels,
Because they did not choose to live
On codfish from his tables.
Yankee Doodle, fa, so la,
Yankee Doodle dandy,
And so to keep his courage up,
He took a drink of brandy.
En annan popular variant i Sydstaterna kallades ”Dixie Doodle”:
Dixie whipped old Yankee Doodle
Early in the morning.
Yankeedom had best look out
And take a timely warning.
Hurrah! for our Dixie land,
Hurrah! for our borders!
Southern boys to arms will stand
And whip the dark marauders.